# Caicara de Maturín
Caicara de Maturín – miasto w Wenezueli, w stanie Monagas, siedziba gminy Cedeño.
Według danych szacunkowych na rok 2017 liczyło 15 548 mieszkańców.